# Hakea mitchellii
Hakea mitchellii är en tvåhjärtbladig växtart som beskrevs av Meissn.. Hakea mitchellii ingår i släktet Hakea och familjen Proteaceae. Inga underarter finns listade i Catalogue of Life.